# Rutiderma rostratum
Rutiderma rostratum är en kräftdjursart som beskrevs av Juday 1907. Rutiderma rostratum ingår i släktet Rutiderma och familjen Rutidermatidae. Inga underarter finns listade i Catalogue of Life.